# Sara Heldt
Sara Heldt, född den 6 november 1960 på Lidingö, är en svensk manusförfattare. Hon har även arbetat som kåsör i Svenska Dagbladet samt frilansat som journalist. Heldt bor i Stockholm. 
Tillsammans med Pia Gradvall har hon skrivit manus till Kronprinsessan, en försvenskad version av Hanne-Vibeke Holst roman. År 2006 nominerades hon till en amerikansk Emmy Award och svenska Kristallen. Heldt har med Gradvall även skrivit 2006 års julkalender LasseMajas detektivbyrå.
Sara Heldt har även varit nominerad till Guldbagge för bästa manus för Grabben i graven bredvid och Vinterviken. Vinnare av Ikarospriset 2007 för Kronprinsessan. Filmen Selma & Johanna - en roadmovie fick publikens pris på Cinekid och Lucas - International Festival. Både Kungamordet och Drottningoffret nominerades till Kristallen, den senare även till Prix Europa i Berlin.
Heldt skrev manus till SVT:s "Leif GW Persson trilogi" (de två första delarna tillsammans med Johan Widerberg) vilken sändes 2013, 2014 och 2018.

## Filmmanus
- 1996 - Vinterviken
- 1997 - Häxkonst och trolldom
- 1997 - Selma & Johanna - en roadmovie
- 2002 - Grabben i graven bredvid
- 2005 – Vinnare och förlorare
- 2008 – LasseMajas detektivbyrå - Kameleontens hämnd

## TV-manus (i urval)
- Varuhuset (1987-88)
- Oskyldigt dömd säsong 2
- Destination Nordsjön (1989)
- Kakan (1990)
- Simpor och Grodfötter (1991-92)
- Anmäld försvunnen (1994)
- Emma åklagare (1997)
- Sjätte dagen (1999)
- Drottningoffret (2010)
- Kronprinsessan (2006) miniserie
- LasseMajas detektivbyrå (2006) julkalender
- Höök (2007)
- Kungamordet (2008) miniserie
- Oskyldigt dömd (2009) säsong 2
- Morden i Sandhamn (2010) miniserie
- Drottningoffret (2010) miniserie
- Anno 1790 (2011)
- En pilgrims död (2013) miniserie
- Den fjärde mannen (2014) miniserie
- Den döende detektiven (2018) miniserie